# عدم التناسب الرأسي الحوضي
يحدث عدم التناسب الرأسي الحوضي ( CPD )Cephalopelvic disproportion (CPD) عندما يكون حجم حوض الأم، وبالتالي قناة الولادة ، أصغر من حجم رأس الطفل .  وتشمل الأعراض الولادة الصعبة، و تحديداً ما يعرف عادة باسم الولادة المتعسرة .  قد تشمل المضاعفات وفاة الطفل، و الشلل الدماغي، و إصابة الضفيرة العضدية، و ناسور الولادة ، وخلل في قاع الحوض. 
السبب الأكثر شيوعا لهذه الحالة هو الحوض الصغير.  كا و تشمل الأسباب الأخرى على كبر حجم الطفل بشكل مفرط، والذي قد يحدث بسبب استسقاء الرأس أو أورام الغدة الدرقية أو العملقة .  إضافة إلى ذلك، يتضمن بعضها أيضًا صعوبات في الحجم النسبي مثل تلك التي تحدث في سوء وضع رأس الطفل .  تشمل عوامل خطر الإصابة به على:قصر القامة (أقل من 1.60 متر (5.2 قدم) )، و الكساح ، وكسر الحوض السابق.  يعتمد التشخيص على وجود أعراض مثل فشل الرأس في النزول إلى الحوض و تغير شكل رأس الطفل؛ على الرغم من ذلك، فقد يظهر بوضوح من خلال التصوير التشخيصي الطبي. 
يتطلب العلاج في كثير من الأحيان إجراء عملية قيصرية ؛ ومع ذلك، في بعض الأحيان يمكن استخدام الولادة المهبلية الجراحية أو حقن الأوكسيتوسين .  يرتبط الأوكسيتوسين بخطر تمزق الرحم .  قد تشمل الجهود الوقائية تحفيز المخاض عند الأسبوع 38 عند النساء اللاتي لديهن أطفال كبار الحجم. 
يحدث عدم التناسب الرأسي الحوضي في حوالي 1 من كل 250 حالة حمل.  تعد النتائج السيئة شائعة بشكل خاص في البلدان المنخفضة والمتوسطة الدخل حيث يكون الوصول إلى رعاية الخبراء محدودًا في كثير من الأحيان.  في البلدان ذات الدخل المرتفع، ترفض بعض النساء خيارات الإدارة الموصى بها عادة.  وهو سبب شائع نسبيا للقضايا القانونية في مجال التوليد . 